# Juan Carlos Raffo Frávega
Juan Carlos Raffo Frávega (30 de julio de 1894 - ?) fue un político uruguayo perteneciente al Partido Nacional.
Durante varios años presidió la Fábrica Nacional de Papel en Juan Lacaze.
Fue senador en dos ocasiones, la primera desde 1955; integraba el Herrerismo encabezado por Martín R. Echegoyen.
Ocupó la titularidad de la presidencia del Senado (1959-1963), coincidiendo con el primer Consejo Nacional de Gobierno de mayoría nacionalista.
Un espacio libre del barrio Prado lleva su nombre.